# 安博因港
安博因港是西非國家安哥拉的城市，由南廣薩省負責管轄，是位於該國西部大西洋沿岸的港口，建城於1923年，面積4,638平方公里，市內有機場設施，人口約66,000。